# Infamous Second Son
Infamous Second Son (stavat som inFAMOUS Second Son) är ett actionäventyrsspel utvecklat av Sucker Punch Productions och utgivet av Sony Computer Entertainment den 21 mars 2014 till Playstation 4. Liksom i tidigare Infamous-spel styr spelaren en huvudperson som besitter superkrafter som spelare kan använda i strid och för att navigera sig runt spelvärlden. Berättelsen handlar om huvudpersonen Delsin Rowes kamp mot Department of Unified Protection (D.U.P.) i Seattle. Under spelets gång förvärvar Delsin nya krafter och kan antingen bli god eller ond då spelarens val påverkar hans moral.
Sucker Punch började planera spelet så tidigt som 2010, när de började diskutera med Sony för att ta Infamous-serien till en ny konsolgeneration. De gav återkoppling till Sony på vilka hårdvaruförbättringar de skulle vilja se på Playstation 4-systemet. Second Son ansågs vara en nystart för serien, eftersom det har en ny huvudperson. Delsin Rowes superkrafter har utformats för att kännas smidigt och anpassat till den öppna spelvärlden.
Spelet har fått mestadels positiva recensioner, där spelet fick beröm för dess spelupplägg, stridsmekanik och grafik. Det fick kritik för dess moralsystem, som vissa recensenter betraktade som föråldrat och binärt, huvudpersonen och spelets upprepade sidouppdrag. Spelet sålde över en miljon exemplar på nio dagar i marknaden, vilket gör det till det snabbast säljande spelet i Infamous-serien.